# Al-Kunajja
Al-Kunajja (arab. القنية) – miejscowość w Syrii, w muhafazie Dara. W 2004 roku liczyła 7256 mieszkańców.